# Disipativni sustavi
Disipativni sustavi (prema lat. dissipare: razasuti, razbacati, rasipati) su mehanički, termodinamički, električni ili elektromagnetski izolirani sustavi u kojima se povećava temperatura ili pojačava nepravilno kaotično gibanje čestica koje tvore sustav. Uzroci rasipanja rada ili energije u takvim sustavima jesu vanjsko trenje, unutarnje trenje ili viskoznost u tekućinama, električni otpor, magnetska histereza ili, općenito, pretvorba energije u sustavu. Procesi disipacije energije vode sustav od reda prema neredu. U termodinamici se stupanj nereda sustava fenomenološki i kvantitativno izražava entropijom. Entropija S sustava razmjerna je termodinamičkoj vjerojatnosti P da će sustav biti u nekom od svojih dostupnih ravnotežnih stanja: 
{\displaystyle S=k\cdot \ln P}
gdje je: k - Boltzmannova konstanta. Ako se nered u sustavu mjeri brojem mogućnosti koje vode do nekoga njegova makroskopskog stanja, tada je broj dostupnih kvantnih stanja mjera nereda. U mehaničkim sustavima disipacija se isključivo povezuje s trenjem. Trenje je nekonzervativna i disipativna sila jer se njezin rad nepovratno pretvara u toplinu, narušavajući zakon očuvanja ukupne mehaničke energije čestica u sustavu.